# Chortodes
Chortodes is een geslacht van nachtvlinders uit de familie Noctuidae.

## Soorten
- Chortodes extremus  (Hübner, [1809])
- Chortodes fluxus (Hübner, [1809])
- Chortodes mabillei (D. Lucas, 1907)
- Chortodes morrisii (Dale, 1837)
- Chortodes pygminus (Haworth, 1809)